# UFC Fight Night: Дос Сантос vs. Туиваса
UFC Fight Night: Дос Сантос vs. Туиваса (также известен как UFC Fight Night 142) — турнир по смешанным единоборствам, организованный Ultimate Fighting Championship, который был проведён 2 декабря 2018 года на спортивной арене Adelaide Entertainment Centre в Аделаиде, Австралия.
В главном бою вечера Джуниор дос Сантос победил Тая Туивасу техническим нокаутом во втором раунде

## Подготовка турнира
Это мероприятие стало вторым, которое промоушен проводил в Аделаиде, после UFC Fight Night: Миочич против Ханта в мае 2015 года.[2]
В тяжелом весе бой между бывшим Чемпион UFC в тяжелом весе Джуниором дос Сантосом и Таем Туивасой служил в качестве хедлайнера мероприятия.
Окончательный боец: Соединённые Штаты и Великобритания легкий победителя Росс Пирсон как ожидается, к лицу Джозеф Даффи на данном мероприятии. Однако 7 ноября Пирсон объявил, что выбывает из боя из-за сломанного носа и последующей операции по исправлению травмы. Его заменил новичок промоушена Дамир Исмагулов, но Даффи выбыл, сославшись на травму ребра. Затем Исмагулов физиономией новичка Алекс Gorgees.
Ашкан Мохтариан должен был встретиться с новичком промоушена Каем Кара-Франсом на мероприятии. Однако 20 ноября Мохтариан отказался от боя, сославшись на травму. Его заменил Элиас Гарсия.

Люк Жюмо должен был встретиться с Джеффом Нилом на турнире. Однако 9 ноября 2018 года стало известно, что Жюмо снялся с карда из-за травмы, что привело к отмене боя официальным лицом UFC.

## Результат турнира
| Бой    | Весовая категория | Участники и результат боя |      |                | Способ победы                              | Время | Раунд | Рефери в ринге  | Применение         |
| Бой 12 | Тяжелый вес       | Джуниор Дос Сантос        | поб. | Тай Туиваса    | Технический нокаут (удары)                 | 2     | 2:30  | Херб Дин        |                    |
| Бой 11 | Полутяжелый вес   | Маурисио Руа              | поб. | Тайсон Педро   | Технический нокаут (удары)                 | 3     | 0:43  | Стив Персевал   | Выступление вечера |
| Бой 10 | Тяжелый вес       | Джастин Виллис            | поб. | Марк Хант      | Единогласное решение (29-28, 29-28, 29-28) | 3     | 5:00  | Херб Дин        |                    |
| Бой 9  | Полусредний вес   | Энтони Рокко Мартин       | поб. | Джейк Мэтьюз   | Техническим сабмишном (удушение анаконды)  | 3     | 1:19  | Джим Пердиос    |                    |
| Бой 8  | Полулегкий вес    | Содик Юсуфф               | поб. | Суман Мохтарян | Технический нокаут (удары)                 | 1     | 2:14  | Грег Клейндженс | Выступление вечера |
| Бой 7  | Полутяжелый вес   | Джимми Крут               | поб. | Пол Крейг      | Самбишн (кимура)                           | 3     | 4:51  | Стив Персевал   |                    |
| Бой 6  | Полусредний вес   | Алексей Кунченко          | поб. | Юшин Оками     | Единогласное решение (30-26, 30-26, 30-27) | 3     | 5:00  | Нил Свэйлес     |                    |
| Бой 5  | Полулегкий вес    | Вилсон Рейс               | поб. | Бен Нгуен      | Единогласное решение (30-27, 30-27, 30-27) | 3     | 5:00  | Грег Клейндженс |                    |
| Бой 4  | Легкий вес        | Кейта Накамура            | поб. | Салим Туари    | Раздельное решение (30-27, 28-29, 29-28)   | 3     | 5:00  | Стив Персевал   |                    |
| ------ | ----------------- | ------------------------- | ---- | -------------- | ------------------------------------------ | ----- | ----- | --------------- | ------------------ |
| Бой 3  | Наилегчайший вес  | Кай Кара-Франс            | поб. | Элиас Гарсия   | Единогласное решение (30-25, 30-25, 30-26) | 3     | 5:00  | Грег Клейндженс | Лучший бой вечера  |
| Бой 2  | Легкий вес        | Кристос Гиагос            | поб. | Мизуто Хирота  | Единогласное решение (29-27, 29-28, 30-28) | 3     | 5:00  | Джим Пердиос    |                    |
| Бой 1  | Легкий вес        | Дамир Исмагулов           | поб. | Алекс Горгис   | Единогласное решение (30-25, 30-26, 30-26) | 3     | 5:00  | Нил Свэйлес     |                    |

## Награды
- Лучший бой вечера: Кай Кара-Франс vs Элиас Гарсия
- Выступление вечера: Маурисио Руа и Содик Юсуфф